# Áptero

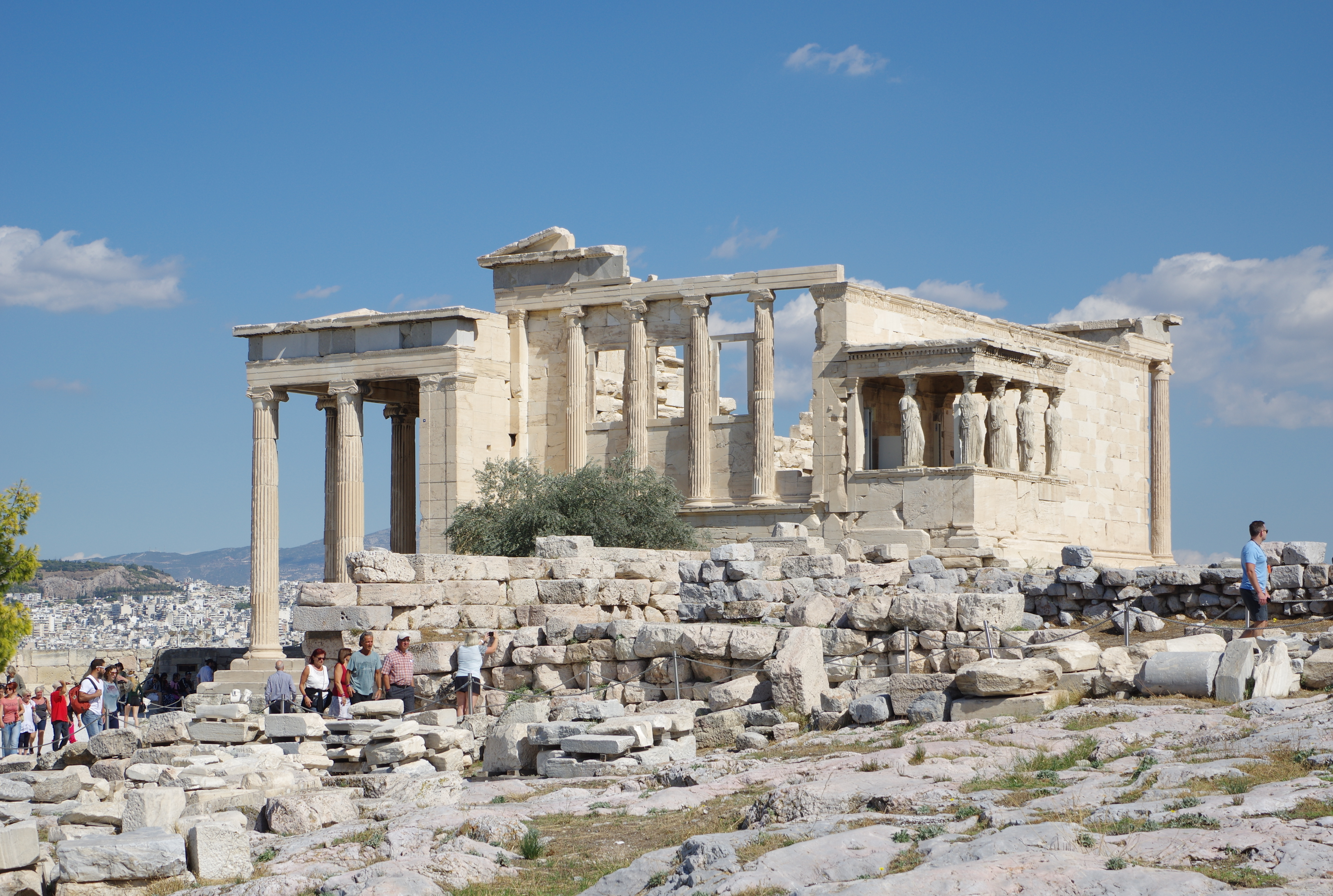
El Erecteión desde el noroeste.

El término áptero, del griego ἄπτερος («sin alas») se aplica en arquitectura a los templos antiguos desprovistos de columnas en sus fachadas laterales, como el Erecteión.

## Zoología
En zoología, este adjetivo se usa para describir ciertos insectos de cuyas especies se conocen individuos sin alas. Así, se dice, por ejemplo, que las obreras entre las hormigas son ápteras o que en los pulgones hay generaciones de hembras ápteras. 
Existen especies en las que todos los individuos carecen de alas, como los miembros de la especie Apteromantis aptera.